# Nicholas Astrella
Nicholas Astrella (ur. 24 grudnia 1975) – nowozelandzki zapaśnik walczący w stylu wolnym. Brązowy medalista mistrzostw Wspólnoty Narodów w 1995.
Czterokrotny srebrny medalista mistrzostw Oceanii w latach 1995 – 2000.